# Fontanna na Malcie w Poznaniu

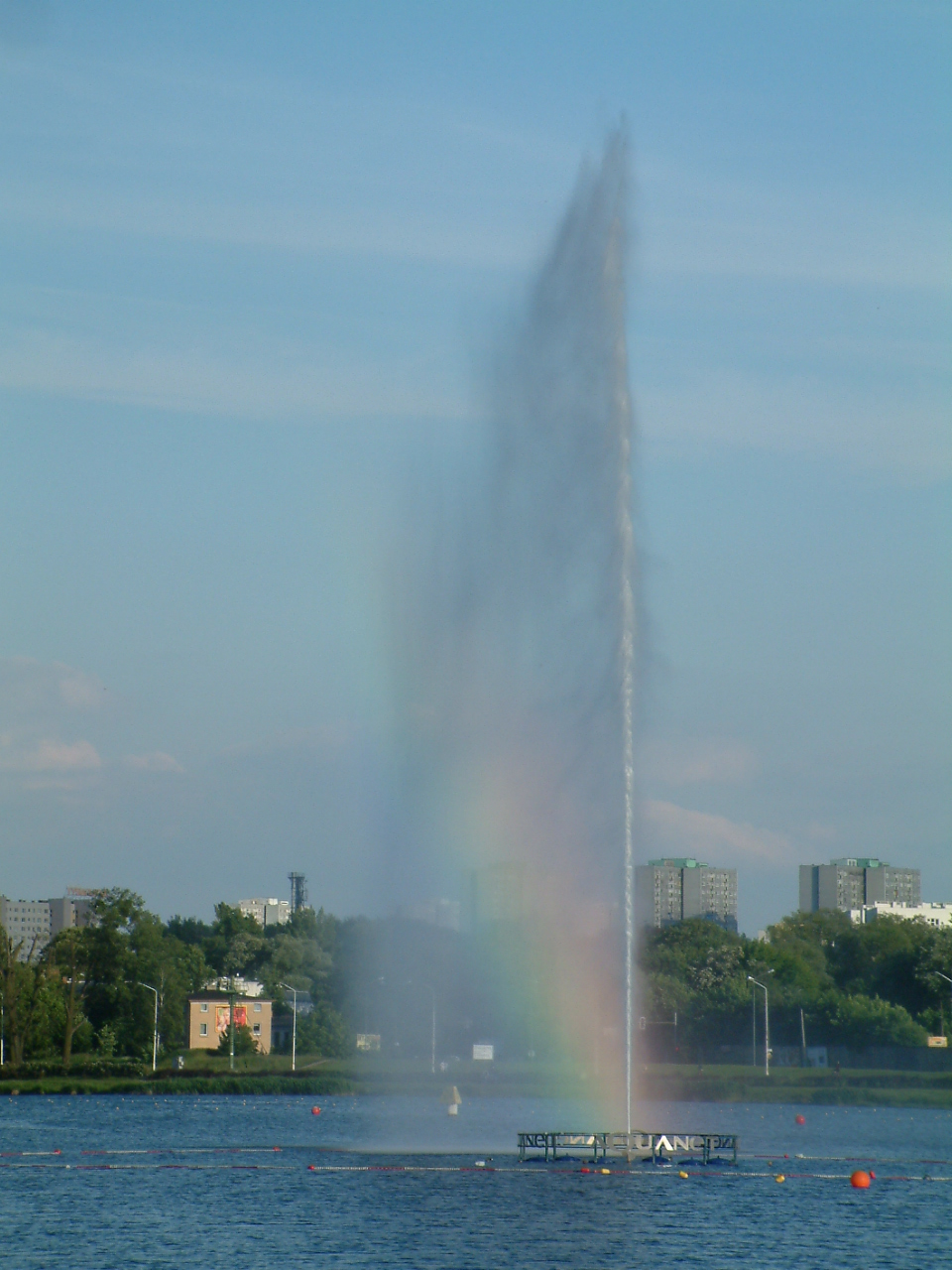
Fontanna na Malcie w Poznaniu

Fontanna na Malcie – największa w Polsce pływająca instalacja fontannowa, zlokalizowana na poznańskim Jeziorze Maltańskim, w jego zachodniej części, w pobliżu stacji Kolei Parkowej Maltanka. Stanowi jeden z elementów kompleksu wypoczynkowego na Malcie.

## Opis
Fontanna dysponuje trzynastoma dyszami tryskającymi (8 litrów na sekundę) w różnych kierunkach, kombinacjach oraz z różną siłą na wysokość ponad 60 m, a także jest podświetlana za pomocą dziewięciu odsłon kolorystycznych, zmieniających się co dwadzieścia minut. Wodę dostarcza sześć pomp głębinowych, a światło zapewniają 24 reflektory.
Obiekt dysponuje specjalnie na jego potrzeby stworzonym systemem oszczędzania prądu. Urządzenie ma także wartość ekologiczną – napowietrza wody jeziora i tworzy korzystny, wilgotny mikroklimat.
Wokół fontanny zarządzono 20-metrową, nieprzekraczalną strefę bezpieczeństwa, gdyż jednorazowo opadająca porcja wody waży około 250 kg i stanowi zagrożenie dla życia i zdrowia przebywających w strefie. Z tego też względu fontannę wyłącza się podczas zawodów wioślarskich na jeziorze.

## Historia
Obiekt powstał 29 czerwca 2003 z okazji 750-lecia lokacji Poznania, według projektu zespołu kierowanego przez Romana Ćwiertnia z poznańskich wodociągów (spółka Aquanet). System statyczny (mocowania instalacji do dna za pomocą trzech betonowych bloków) opracował Rafał Matuszak. System sterowania światłem jest natomiast dziełem Krzysztofa Wagnera. Fontanna uległa gruntownej przebudowie i została w obecnej formie otwarta ponownie 29 kwietnia 2010 o godzinie 11.00 (pierwsza próba nastąpiła dzień wcześniej).